# Waiawa (métro d'Honolulu)
Waiawa est une station de métro à Waimalu, dans le comté d'Honolulu, à Hawaï, aux États-Unis. Située sur la seule ligne du métro d'Honolulu entre Hālaulani et Kalauao, elle a ouvert le 30 juin 2023.